# Nova Belém
Nova Belém es un municipio brasileño del estado de Minas Gerais. Su población estimada en 2004 era de 4.337 habitantes.